# Silba
Silba je otok u Jadranskom moru, na hrvatskom dijelu Jadrana. Nalazi se zapadno od Zadra i naziva se još i "vratima Dalmacije". Pruža se u pravcu sjever-sjeverozapad - jug-jugoistok. Na najužem dijelu otoka, negdje na polovici širok je samo 700 m. Ima oblik bata, kojem je šira strana na sjeveru. Jedino naselje na otoku je mjesto Silba.

## Zemljopis
Otok okružuju Silbanski kanal (zapad) i Olibski kanal (istok). Susjedni otoci su Premuda (jugozapadno) i Olib (istok) te Ilovik i otočici Grebeni.
Ime je dobio po latinskom nazivu šume - Silva, jer je Silba drugi najšumovitiji otok u Hrvatskoj.
Najviši vrh: Varh, 83 m
Najsjevernija točka: rt Samotvorac
Najzapadnija točka: rt Borci
Najjužnija točka: Južni arat
Najistočnija točka: Arat

## Povijest
Naseljen je još u ilirsko doba. Postoje tragovi i iz rimskog, kao što su nalazi novca, brodoloma i sarkofaga. Hrvati su ga naselili u 8. stoljeću. Silbu spominje i Konstantin Porfirogenet. U 19. stoljeću je pod austrijskom upravom.

## Stanovništvo
Apsolutno većinsko i autohtono stanovništvo Silbe su Hrvati.

## Šport
Od 2015.održava se plivački maraton Toreta open water.

## Poznate osobe
- Filip Frano Nakić, biskup
- Karlo Ćulum -  hrvatski franjevački svećenik, mučenik
- Ton Smerdel - književnik
- Vladimir Filipović - filozof
- Bruno Bjelinski - skladatelj

## Poveznice
- Festival paradigmatičnih zbivanja, multimedijalna kulturna manifestacija koju organizira Astroantropološko društvo Zadar
- Stranice TZ Silba  Arhivirana inačica izvorne stranice od 20. lipnja 2023. (Wayback Machine)